# Großherzoglich Hessisches Regierungsblatt

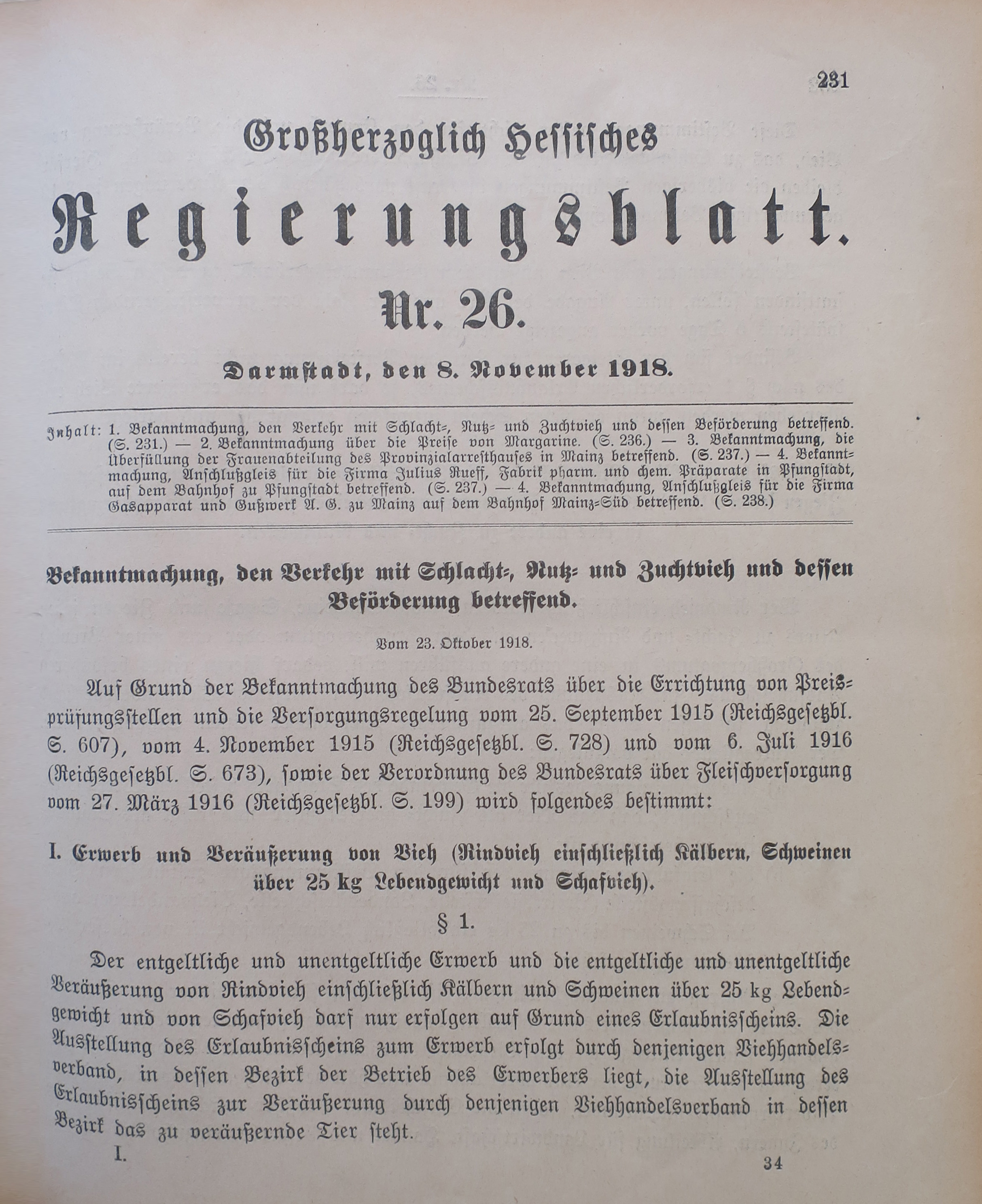
Letzte Ausgabe – vom 8. November 1918

Das Großherzoglich Hessische Regierungsblatt war das Amtsblatt des Großherzogtums Hessen.

## Vorläufer
Von 1807 bis 1819 wurden Gesetze und Verordnungen in der Großherzoglich Hessischen Zeitung veröffentlicht, was als amtliche Publikation galt.

## Erscheinungsweise
Das Großherzoglich Hessisches Regierungsblatt erschien von 7. Juli 1819 bis zum 8. November 1918 und wurde von der Buchhandlung des Großherzoglichen Staatsverlags, Darmstadt, herausgegeben.
Nach dem Ende der Monarchie erschien es ab dem 15. November 1918 unter dem Titel Hessisches Regierungsblatt weiter, wobei Seitenzählung und Nummernfolge des Großherzoglich Hessischen Regierungsblatts nahtlos fortgeführt wurden.

## Inhalt
Das Regierungsblatt bestand aus einem Hauptteil und einer Beilage, die beide getrennt abonniert werden konnten. Im Hauptteil wurden die Gesetze und Verordnungen des Großherzogtums bekanntgemacht. Die Beilage enthielt amtliche Bekanntmachungen der Großherzoglichen Staatsverwaltung, darunter
- Dienstnachrichten,
- Ordensverleihungen sowie Ermächtigungen zur Annahme und zum Tragen fremder Orden,
- Namensänderungen,
- Vorlesungsverzeichnisse der Universitäten,
- öffentliche Anerkennungen von „edlen Taten“, meist Rettung aus Lebensgefahr.